# Michal Prášek
Michal Prášek (Havlíčkův Brod, 6 december 1988) is een Tsjechisch motorcoureur.

## Carrière
Prášek maakte zijn internationale motorsportdebuut in 2006, toen hij deelnam aan de 125 cc-race in Tsjechië, waarin hij op een Honda op plaats 32 eindigde. In 2007 werd hij met 96 punten en drie podiumplaatsen derde in de 125 cc-klasse van het Alpe Adria-kampioenschap, achter Gabriele Gnani en Jakub Kornfeil. Ook reed hij dat jaar wederom in zijn thuis-GP in de 125 cc op een Honda, maar kwam ditmaal niet aan de finish. In 2008 bleef hij actief in de Alpe Adria, waarin hij ditmaal met 77 punten vijfde werd. Daarnaast reed hij in de 125 cc-klasse van het Europees kampioenschap wegrace, waarin hij met een zege en 38 punten derde werd. Dat jaar reed hij tevens zijn laatste Grand Prix in Tsjechië, waarin hij op een Aprilia dertigste werd.
Na 2008 nam Prášek voornamelijk deel aan het Alpe Adria Road Race Superstock 1000 Championship. In 2015 en 2016 werd hij kampioen in deze klasse. In 2022 keerde hij terug in de internationale motorsport, toen hij debuteerde in het wereldkampioenschap superbike tijdens het raceweekend op Most op een BMW.